# 谷口太一郎
谷口 太一郎（たにぐち たいちろう、1946年9月8日 - ）は、日本の政治家。佐賀県嬉野市長（3期）。元嬉野町長（3期）。

## 来歴
佐賀県藤津郡嬉野町出身。嬉野町立嬉野小学校、嬉野町立嬉野中学校卒業後、佐賀県立武雄高等学校卒業。1969年（昭和44年）に同志社大学を卒業し佐賀新聞社へ入社。 1995年（平成7年）、嬉野町長に就任。
2006年（平成18年）1月1日、嬉野町と塩田町が合併して嬉野市が誕生。これに伴って1月29日実施の市長選挙に出馬し無投票で当選。2月5日、市長就任。2010年（平成22年）も無投票で再選。
2014年（平成26年）1月26日に行われた選挙では、会社経営者の藤山勝済を破り3選（谷口：8,584票、藤山：7,669票）。投票率は72.36%。
2018年（平成30年）の市長選は出馬せず引退。